# 皮德加特季亞
51°16′14″N 25°47′19″E / 51.27056°N 25.78861°E
皮德加特季亞（烏克蘭語：Підгаття）是烏克蘭西部的村莊，隸屬沃倫州的卡明-卡希爾斯基區。該村面積0.91平方公里，海拔高度183米，2001年人口155，人口密度每平方公里169.96人。